# 25.º aniversario de Pokémon
El 25.º aniversario de Pokémon (en japonés :ポケモン25 周年, Pokemon 25 Shūnen), oficialmente denominado como Pokémon 25, fue una celebración continua durante todo el año 2021 en conmemoración del vigésimo quinto aniversario de la franquicia Pokémon, que comenzó con el lanzamiento original de Pocket Monsters Red y Green en Japón, para Game Boy el 27 de febrero de 1996. La franquicia fue celebrada a través de varios medios de la franquicia, incluyendo videojuegos, el anime, el manga, los juguetes, la ropa, la música y eventos.
Durante el aniversario se anunciaron nuevos videojuegos de la franquicia, Pokémon Diamante Brillante y Pokémon Perla Reluciente, que se lanzaron el 19 de noviembre de 2021, y Leyendas Pokémon: Arceus, que fue lanzado el 28 de enero de 2022. Son nuevas versiones y una precuela, respectivamente, de los videojuegos de 2006 Pokémon diamante y Pokémon perla para Nintendo Switch.

## Cronología
La primera mención oficial de la celebración del aniversario fue el 26 de noviembre de 2020 en el Desfile del Día de Acción de Gracias de Macy's. The Pokémon Company presentó el logo del aniversario frente a un globo gigante de Pikachu, quien ha hecho una aparición regular en el desfile desde 2001. A esto le siguió la noticia de que Pokémon colaboraría con la Agencia Japonesa de Exploración Espacial, JAXA, para celebrar el año nuevo. La colaboración consistía en ver Pokémon en realidad aumentada a bordo de la Estación Espacial Internacional.
- 13 de enero: se revela la noticia sobre la celebración, que involucra a la cantante estadounidense Katy Perry colaborando con Pokémon en un nuevo álbum musical por su 25 aniversario.[5][6] Esto se hizo a través de un video publicado en el canal oficial de YouTube de Pokemon Company International, que presentó una máquina de Rube Goldberg que viaja a través de la historia de la franquicia.
- 14 de enero: The Pokémon Company anunció que New Pokémon Snap se lanzaría en todo el mundo el 30 de abril de 2021.[7]
- 9 de febrero: McDonald's lanzó una colección exclusiva de cartas Pokémon del TCG oficial que se incluyeron en los Happy Meals de McDonald's por tiempo limitado.[8]
- 15 de febrero: Pokémon colaboró con Levi Strauss & Co., lanzando la colección Levi's x Pokémon inspirada en los años 90 para celebrar el aniversario.[9]
- 19 de febrero: se lanzó el sitio web del Día de Pokémon en Japón, que mostraba los resultados en vivo de una votación de los fanáticos basada en hashtags de Twitter que se llevó a cabo del 19 al 22 de febrero para los Pokémon favoritos, y los resultados finales se revelarían después. El sitio web incluía una trivia de Pokémon e información sobre cada generación.[10] El 19 de febrero también comenzó la cuenta regresiva oficial de 8 días de Pokémon para el Día de Pokémon (cada uno de los ocho días representa a las ocho generaciones de Pokémon iniciales) en sus cuentas de redes sociales.[11]
- 25 de febrero: un Pikachu especial que conoce el movimiento Canto (un movimiento que normalmente no puede aprender) fue distribuido en los videojuegos Pokémon espada y Pokémon escudo para que coincidiera con el motivo musical del 25º aniversario de Pokémon.[12]
- 27 de febrero, Día de Pokémon (Japón y Corea) / 26 (internacional): tuvo lugar una presentación de Pokémon Presents. Mostró nueva información sobre New Pokémon Snap, y fueron anunciados Pokémon Diamante Brillante y Pokémon Perla Reluciente y Leyendas Pokémon: Arceus.[13]
- 27 de febrero, Día de Pokémon: se llevó a cabo un concierto virtual con el rapero estadounidense Post Malone como parte del proyecto musical P25 Music que se anunció por primera vez el 11 de febrero.[14][15] Se presentaron cuatro canciones: «Psycho», «Circles», «Only Wanna Be with You» y «Congratulations».
- Marzo: celebración del Mes de Galar en las cuentas de redes sociales internacionales oficiales de Pokémon[16]
- Abril: celebración del mes de Alola en las cuentas oficiales de las redes sociales internacionales de Pokémon[17]
- 30 de abril: lanzamiento de New Pokémon Snap en todo el mundo para Nintendo Switch
- Mayo: celebración del Mes de Kalos en las cuentas de redes sociales internacionales oficiales de Pokémon[18]
- 6 de mayo: Fue anunciado el doblaje en inglés de la 24ª temporada del anime de Pokémon, Pokémon Master Journeys: The Series.[19]
- 14 de mayo: se lanza «Electric» de Katy Perry, el sencillo principal del álbum musical Pokémon 25: The Album.
- Junio: celebración del Mes de Unova/Teselia en las cuentas de redes sociales internacionales oficiales de Pokémon.
- 12 de junio: estreno de temporada en Canadá de la 24ª temporada de anime de Pokémon doblada en inglés, Pokémon Master Journeys: The Series.
- Julio: celebración del Mes de Sinnoh en las cuentas de redes sociales internacionales oficiales de Pokémon.
- 6 de julio: se celebra el 5ª aniversario del videojuego móvil Pokémon GO.[20]
- 16 de julio: se lanza «Take It Home» de Mabel, otro sencillo de Pokémon 25: The Album.[21]
- 21 de julio: se lanza Pokémon UNITE, un videojuego derivado MOBA, para Nintendo Switch.[22]
- Agosto: celebración del Mes de Hoenn en las cuentas de redes sociales internacionales oficiales de Pokémon.
- 6 de agosto: Vince Staples, Cyn y Zhu fueron anunciados como parte de Pokémon 25: The Album, donde los dos primeros interpretaron las canciones «Got 'Em» y «Wonderful» respectivamente. Junto a eso, se lanzó el EP «Red».[23]
- 20 de agosto: Se lanza el EP «Blue», que incluye remixes de Zhu.[24]
- Septiembre: celebración del Mes de Johto en las cuentas de redes sociales internacionales oficiales de Pokémon.
- 1 de septiembre: se lanza la canción «Game Girl» de la artista francesa Louane como parte de Pokémon 25: The Album.
- 9 de septiembre: se emite Evoluciones Pokémon, una serie de anime web que celebra el 25ª aniversario, por YouTube y Pokémon TV.
- Octubre: celebración del Mes de Kanto en las cuentas de redes sociales internacionales oficiales de Pokémon.
- 15 de octubre: lanzamiento de Pokémon 25: The Album.
- 19 de noviembre de 2021: lanzamiento mundial de Pokémon Diamante Brillante y Pokémon Perla Reluciente para Nintendo Switch.

## Exposición de la región del 25.º aniversario de Pokémon
A partir de marzo de 2021 (el mes completo inmediatamente posterior al Día de Pokémon), cada región del mundo Pokémon fue celebrada por las cuentas oficiales de las redes sociales internacionales de Pokémon. Durante cada mes, se abrió una exhibición en línea en el sitio web oficial de Pokémon. Todas las regiones están ordenadas en orden inverso de generación.
| Mes        | Región |
| ---------- | ------ |
| Marzo      | Galar  |
| Abril      | Alola  |
| Mayo       | Kalos  |
| Junio      | Unova  |
| Julio      | Sinnoh |
| Agosto     | Hoenn  |
| Septiembre | Johto  |
| Octubre    | Kanto  |